# Joaquín Nogueras y Márquez
Joaquín Nogueras y Márquez (Úbeda, 8 de desembre de 1906 - Madrid, 1 d'abril de 1991) fou un militar andalús, esportista olímpic i Capità General de Catalunya
Es va graduar a l'Acadèmia d'Infanteria de Toledo, on fou alumne del pare de Blas Piñar i va lluitar en la guerra civil espanyola en el bàndol nacional. Després va formar part de l'equip olímpic espanyol d'equitació, amb el que va obtenir un diploma olímpic (cinquè lloc) en la prova de concurs complet individual als Jocs Olímpics d'Estiu de 1948. Posteriorment participaria també en la mateixa prova en els Jocs Olímpics d'Estiu de 1952 i 1956.
De 1967 a 1969 fou Comandant General de Melilla. Ascendit a tinent general, en 1969 fou nomenat capità general de la III Regió Militar (València), càrrec que deixà en 1971 quan fou nomenat Capità General de Catalunya i president de la Federació Espanyola d'Hípica.
En 1972 deixà la capitania i fou nomenat president de la Comissió Nacional de Pentatló modern. El març de 1976 fou nomenat Conseller Superior d'Acció Social. Va morir a Madrid l'1 d'abril de 1991 i era en possessió de la Medalla Militar individual i la Gran Creu del Mèrit Naval.